# Ginger Baker’s Air Force
Ginger Baker’s Air Force — британская музыкальная группа, созданная барабанщиком Джинджером Бейкером в конце 1969 года после распада группы Blind Faith. В этом проекте приняли участие такие музыканты, как Стив Уинвуд, Дэнни Лэйн, Крис Вуд, Рик Греч, Грэм Бонд и многие другие.
Группа (с переменным составом участников) просуществовала около двух лет, в течение 1970—1971 гг. отыграв серию концертов, некоторые из которых были изданы в виде альбомов. Музыкальные критики высоко оценили творчество группы. Так, известный критик Брюс Эдер (Bruce Eder) в своей рецензии на первый концертный альбом группы, записанный в лондонском Альберт-холле в январе 1970 года, отмечает, что «в 78 минутах музыки, включённой сюда, не так уж много потраченных впустую нот или фраз... быть может, это лучший концертный альбом, когда-либо записанный в этом заведомо сложном месте... ».
Репертуар группы состоял как из новых композиций, написанных её участниками, так и из кавер-версий (например, известной песни Man of Constant Sorrow), а также некоторых композиций группы Cream, участником которой был Джинджер Бейкер. Так, например, в репертуар Ginger Baker’s Air Force входила расширенная версия инструментальной композиции «Toad», написанной Бейкером для альбома Fresh Cream (1966), которая позже получила продолжение под названием «Toady».
Подводя общий итог деятельности группы, Брюс Эдер в своей рецензии написал: «на чисто музыкальном уровне Ginger Baker’s Air Force, возможно, были вершиной достижений легендарного барабанщика 1960-х годов. Даже учитывая многочисленные и разнообразные достоинства Graham Bond Organization, Cream и Blind Faith, они не приблизились к той широте и амбициям, которые характеризовали звучание Air Force. К сожалению, несмотря на свои потрясающие музыкальные качества, Air Force Джинджера Бейкера в музыкальном бизнесе в основном помнят как одну из самых неудачных групп среди широко разрекламированных прессой супергрупп конца 60-х и начала 70-х
».

## Дискография

### Альбомы
- Ginger Baker’s Air Force (Recorded Live at The Royal Albert Hall, London, 1970) LP X 2 Polydor — 2662 001 (1970)[4].

#### Список композиций
Сторона 1ː
1. "Da Da Man" (Harold McNair) – 7:16
  - Lead vocal by Jeanette Jacobs, organ solo by Stevie Winwood, guitar solo by Denny Laine, sax solo by Graham Bond.
2. "Early in the Morning" (Traditional, arranged by Ginger Baker) – 11:13
  - Lead vocals by Ginger Baker & Denny Laine.

Сторона 2ː
1. "Don't Care" (Baker, Steve Winwood) – 12:32
  - Lead vocals by Steve Winwood & Jeanette Jacobs.
2. "Toad" (Baker) – 12:59
  - Drum solos by Ginger Baker, Remi Kabaka & Phil Seamen.

Сторона 3ː
1. "Aiko Biaye" (Remi Kabaka, Teddy Osei) – 13:00
  - Lead Vocals by Graham Bond.
2. "Man of Constant Sorrow" (Traditional, arranged by Denny Laine) – 3:50
  - Lead Vocal by Denny Laine, bass guitar by Steve Winwood, violin by Ric Grech.

Сторона 4ː
1. "Do What You Like" (Baker) – 11:47
  - Lead vocal by Steve Winwood.
2. "Doin' It" (Baker/Grech) – 5:26

#### Участники записи
- Ginger Baker – drums, percussion, timpani, vocals
- Denny Laine – guitars, vocals
- Ric Grech – bass guitar, violin
- Steve Winwood – Hammond organ, bass guitar, vocals
- Chris Wood – tenor saxophone, flute
- Graham Bond – Hammond organ, alto saxophone, vocals
- Harold McNair – tenor and alto saxophones, alto flute
- Jeanette Jacobs – vocals
- Remi Kabaka – drums, percussion
- Phil Seamen – drums, percussion

дополнительноː
- Ginger Baker – producer
- Jimmy Miller – producer
- Roy Thomas Baker – engineer
- Andy Johns – engineer
- Nigel Williamson – liner notes
- Russ Landau – reissue coordination

- Ginger Baker’s Air Force 2 (Recorded at Trident Studios, London, May and October 1970 and at Olympic Studios, London, September 1970) LP X 1 Polydor — 2383 029 (1970)[5].

#### Список композиций
Британское изданиеː
1. "Let Me Ride" (Roebuck Staples) – 4:22
2. "Sweet Wine" (Ginger Baker, Janet Godfrey) – 3:34
3. "Do U No Hu Yor Phrenz R?" (Baker) – 5:40
4. "We Free Kings" (Baker) – 4:22
5. "I Don't Want to Go on Without You" (Bert Berns, Jerry Wexler) – 3:56
6. "Toady" (Baker) – 9:45
7. "12 Gates of the City" (Graham Bond) – 4:05

Германия, Франция, Австралия, Новая Зеландияː
1. "We Free Kings" – Alternate take (Baker) – 4:57
2. "Caribbean Soup" (Harold McNair) – 3:10
3. "Sunshine of Your Love" (Jack Bruce, Pete Brown, Eric Clapton) – 5:49
4. "You Wouldn't Believe It" (Denny Laine, Baker) – 3:42
5. "You Look Like You Could Use a Rest" (Ric Grech) – 3:42
6. "Sweet Wine" (Baker, Godfrey) – 3:34
7. "I Don't Want to Go on Without You" (Berns, Wexler) – 3:56
8. "Let Me Ride" (Roebuck Staples) – 4:23

#### Участники записи
- Ginger Baker – drums, timpani, tubular bells, African drums, vocals
- Ken Craddock – guitars, Hammond organ, piano, vocals
- Colin Gibson – bass guitar
- Graham Bond – alto saxophone, Hammond organ, piano, vocals
- Steve Gregory – tenor saxophone, flutes
- Bud Beadle – baritone, alto & tenor saxophones
- Diane Stewart – vocals
- Catherine James – vocals
- Neemoi "Speedy" Acquaye – drums, percussion, African drums

дополнительноː
- Denny Laine – guitars, piano, vocals
- Ric Grech – bass guitar
- Harold McNair – tenor & alto saxophones, flutes
- Aliki Ashman – vocals
- Rocky Dzidzornu – percussion, conga

- Live In Offenbach, Germany 1970 (Recorded Live In The Stadthalle, Offenbach Germany 1970) CD X 2 Voiceprint — VPTMQ055CD (2010) (UK)
- Do What You Like (Recorded Live at the Lyceum, London (UK) on 1 February 1971 and live at the City Hall, Sheffield (UK) on 7 December 1970 + studio outtakes, October 1970) CD X 1 ITM Archives ITM 920016 (2015) (UK)

### Сборники
- Free Kings LP x1 Karussell — 2499 018 (1971) (Germany)
- Once Upon A Time LP X 2 RSO — 2658 138 (1972) (Germany)
- Pop Giants LP X 1 Brunswick — 2911 522 (1973) (Germany)
- Pop History LP X 2 Polydor — 2478 016/2478 017 (1974) (Germany)

### Синглы
- Man Of Constant Sorrow / Doin' It Polydor — 56380 (1970) (UK)